# Tristeirometa
Tristeirometa là một chi bướm đêm thuộc họ Geometridae.